# Krusovszky Dénes
Krusovszky Dénes (eredetileg B. Kiss Dénes néven kezdett publikálni) (Debrecen, 1982. április 15. –) József Attila-díjas költő, kritikus, szerkesztő, műfordító.

## Irodalmi munkássága
Középiskolásként 1998 és 2000 között háromszor nyert arany oklevelet vers kategóriában a sárvári Diákírók és Diákköltők Országos Találkozójának versenyén. Egyetemi tanulmányait 2000-ben kezdte meg az Eötvös Loránd Tudományegyetem Bölcsészettudományi Karának magyar szakán, majd 2003-tól összehasonlító irodalomtudomány, 2004-től pedig esztétika szakon is a kar hallgatója volt.
2004-ben készülő első kötete anyagával a Nemzeti Kulturális Örökség Minisztériuma által meghirdett Édes anyanyelvünk című pályázaton megosztott harmadik díjat kapott vers kategóriában. Alapító tagja volt 2005 és 2009 között a Telep Csoportnak, továbbá korábban a Puskin Utca és az Ex Symposion irodalmi folyóirat, illetve a József Attila Kör világirodalmi sorozatának szerkesztője volt. Első verseskötete Az összes nevem címmel jelent meg 2006-ban a Széphalom Könyvműhely gondozásában. 2008-ban Móricz Zsigmond-ösztöndíjat, illetve Junior Prima díjat kapott magyar irodalom kategóriában. Második verseskötete Elromlani milyen címmel a Kalligram Könyvkiadó gondozásában 2009-ben látott napvilágot. 2010-ben Artisjus-díjat kapott.
Harmadik verseskötete A felesleges part címmel a Magvető Könyvkiadó kiadásában jelent meg 2011-ben, ami után 2012-ben munkásságáért József Attila-díjjal tüntették ki, ezzel az egyike volt a legfiatalabb alkotóknak, akiket az utóbbi évtizedekben e rangos állami elismeréssel jutalmaztak. Ugyanebben az évben elnyerte az Örkény István drámaírói ösztöndíjat. 2013-ban Mindenhol ott vagyok címmel gyermekverskötettel jelentkezett, és ugyanebben az évben elnyerte az elsőként átadott Horváth Péter irodalmi ösztöndíjat. 2014-ben A fiúk országa címmel látott napvilágot novelláskötete, illetve Kíméletlen szentimentalizmus címmel a L'Harmattan gondozásában megjelentek esszéi és kritikái.
2014-től alapító főszerkesztője a Versum külföldi költészettel és műfordítással foglalkozó online világirodalmi folyóiratnak. Tagja a József Attila Körnek és a Szépírók Társaságának.

## Művei

### Önálló kötetek

#### Verseskötetek
- Az összes nevem, versek, Széphalom Könyvműhely, 2006
- Elromlani milyen, versek, Kalligram, 2009
- A felesleges part, versek, Magvető Könyvkiadó, 2011
- Mindenhol ott vagyok, gyerekversek, Magvető Könyvkiadó, 2013
- Elégiazaj, versek, Magvető Könyvkiadó, 2015
- Áttetsző viszonyok, versek, Magvető Könyvkiadó, 2020
- Azóta őzike; Magvető, Budapest, 2021
- Életrajzi kísérletek. Versek; Magvető, Budapest, 2024

#### Prózai munkák
- A fiúk országa, novellák, Magvető Könyvkiadó, 2014
- Akik már nem leszünk sosem, regény, Magvető, Budapest, 2018
- Levelek nélkül; Magvető, Bp., 2023
- Budapest Nagyregény. Budapest Brand Nonprofit Zrt., Bp., 2023 (társszerző)

#### Tanulmánykötetek
- Kíméletlen szentimentalizmus, esszék, kritikák, L'Harmattan, 2014
- Hemingway szalvétája, esszék, kritikák, Szépmesterségek Alapítvány, Miskolc, 2019

#### Idegen nyelvű kötetek
- Att gå sönder är så (Elromlani milyen), versek, svédre ford. Daniel Gustafsson Pech; Rámus, Malmö, 2015

### Műfordítások
- El Kazovszkij: Homokszökőkút, Magvető Könyvkiadó, Budapest, 2011 (másokkal közösen)
- Tony Mendez–Matt Baglio: Az Argo-akció, Partvonal, Budapest, 2012
- Simon Armitage: Válogatott versek, József Attila Kör–L’Harmattan, Budapest, 2013 (Sirokai Mátyással és G. István Lászlóval közösen)

## Díjak
- NKÖM Édes anyanyelvünk, megosztott 3. díj (vers, 2004)
- Móricz Zsigmond-ösztöndíj (2008)
- Junior Prima díj (2008)
- Solitude-ösztöndíj (2009)
- Artisjus-díj (2010)
- József Attila-díj (2012)
- Örkény István drámaírói ösztöndíj (2012)
- Horváth Péter irodalmi ösztöndíj (2013)[10]
- Zelk Zoltán-díj (2017)[11]
- Szépíró-díj (2018)
- Libri irodalmi közönségdíj (2019)[12]
- Merítés-díj (2019)
- Déry Tibor-díj (2022)[13]